# Spårvägar i Irkutsk

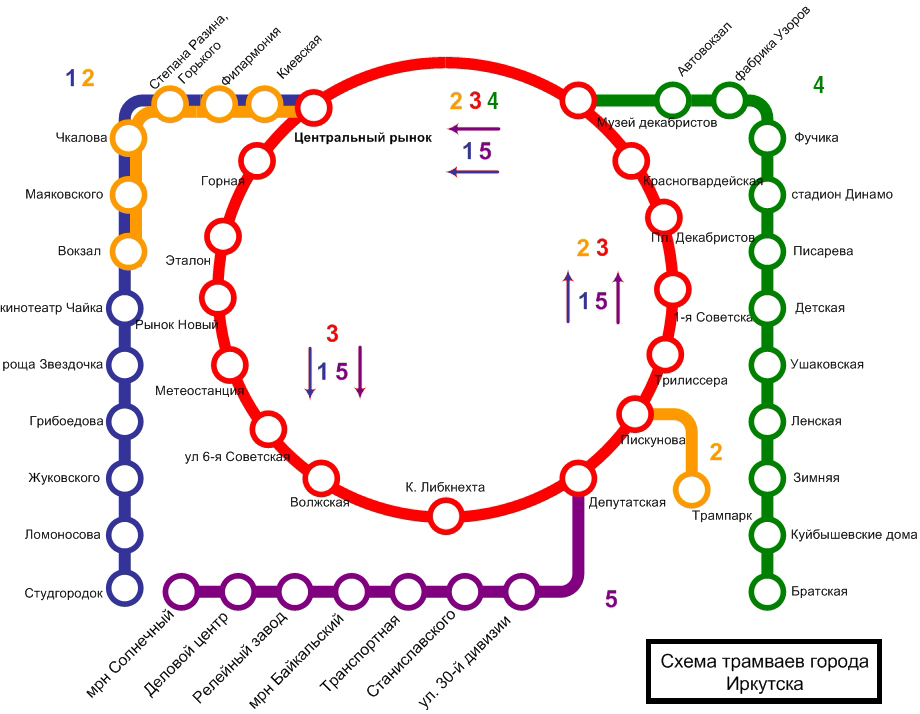
Schematisk linkarta

Spårvägar i Irkutsk (ryska: Иркутский трамвай, Irkutski Tramwai) är det huvudsakliga nätverket för kollektivtrafik i Irkutsk i Sibirien i Ryssland. Spårvägen öppnade 1947 och körs på sju linjer.
Anläggandet av en första bredspårig spårvägslinje började i juli 1945, vilken öppnade för trafik 1947 på en fyra kilometer lång enkelspårig sträcka mellan Irkutsks järnvägsstation på södra sidan av floden Angara och salutorget i staden centrum norr om floden. Ett andra spår på samma sträcka blev klart 1949.
En andra generation av spårvagnar började köpas 2006, först av typ KTM-19.
Trafiken bedrivs på sju linjer med 45 hållplatser. Linje 3 är en ringlinje  i innerstaden. Den större delen av trafiken bedrivs i stadscentret på norra sidan av Angara.
Trafiken idag bedrivs med spårvagnar av typen KTM-5, KTM-8 och KTM-19, varav det stora flertalet KTM-5.

## Bildgalleri

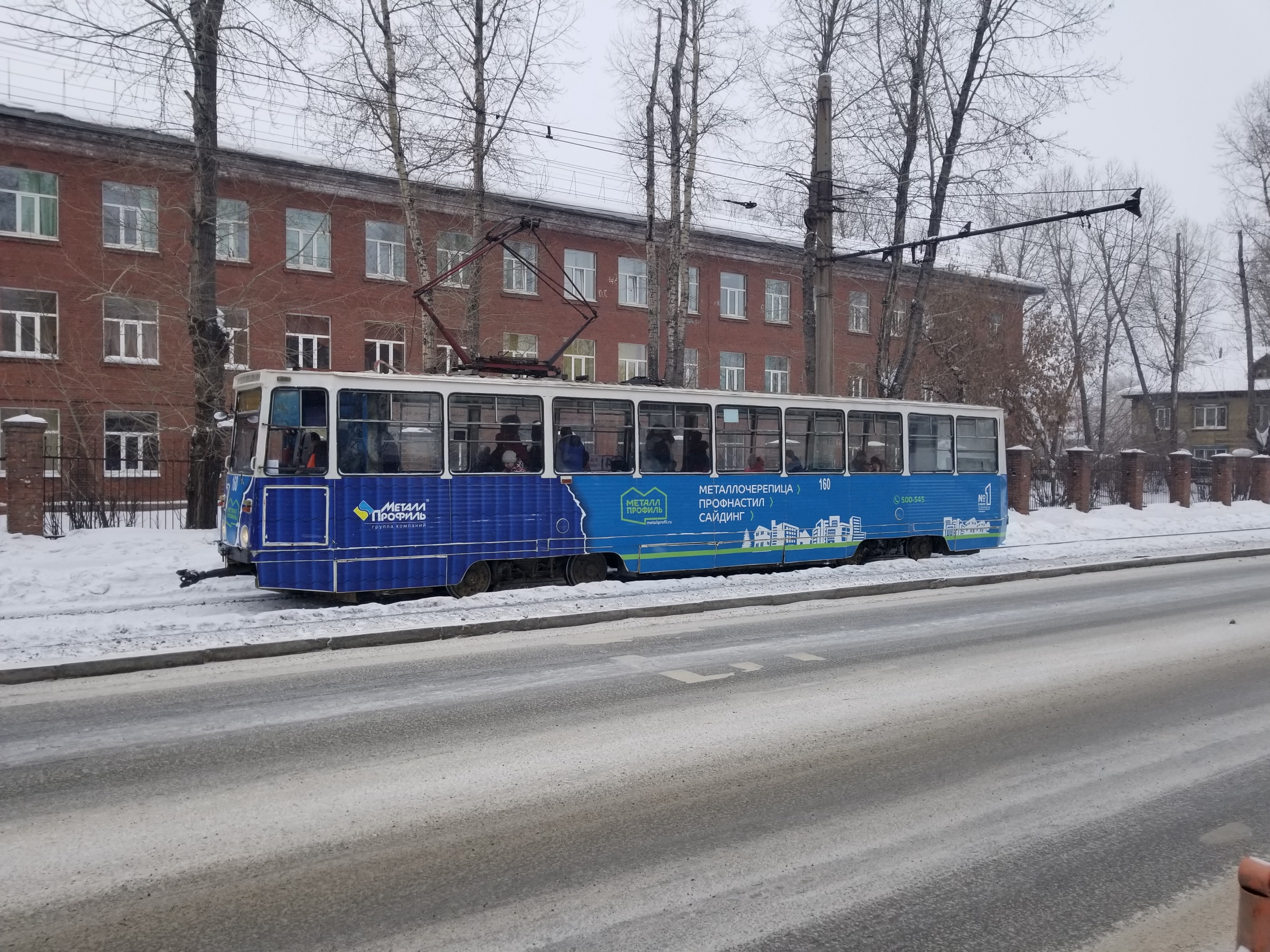
Spårvagn av typ KTM-5 på linje 4 på Napolnajagatan, 2018
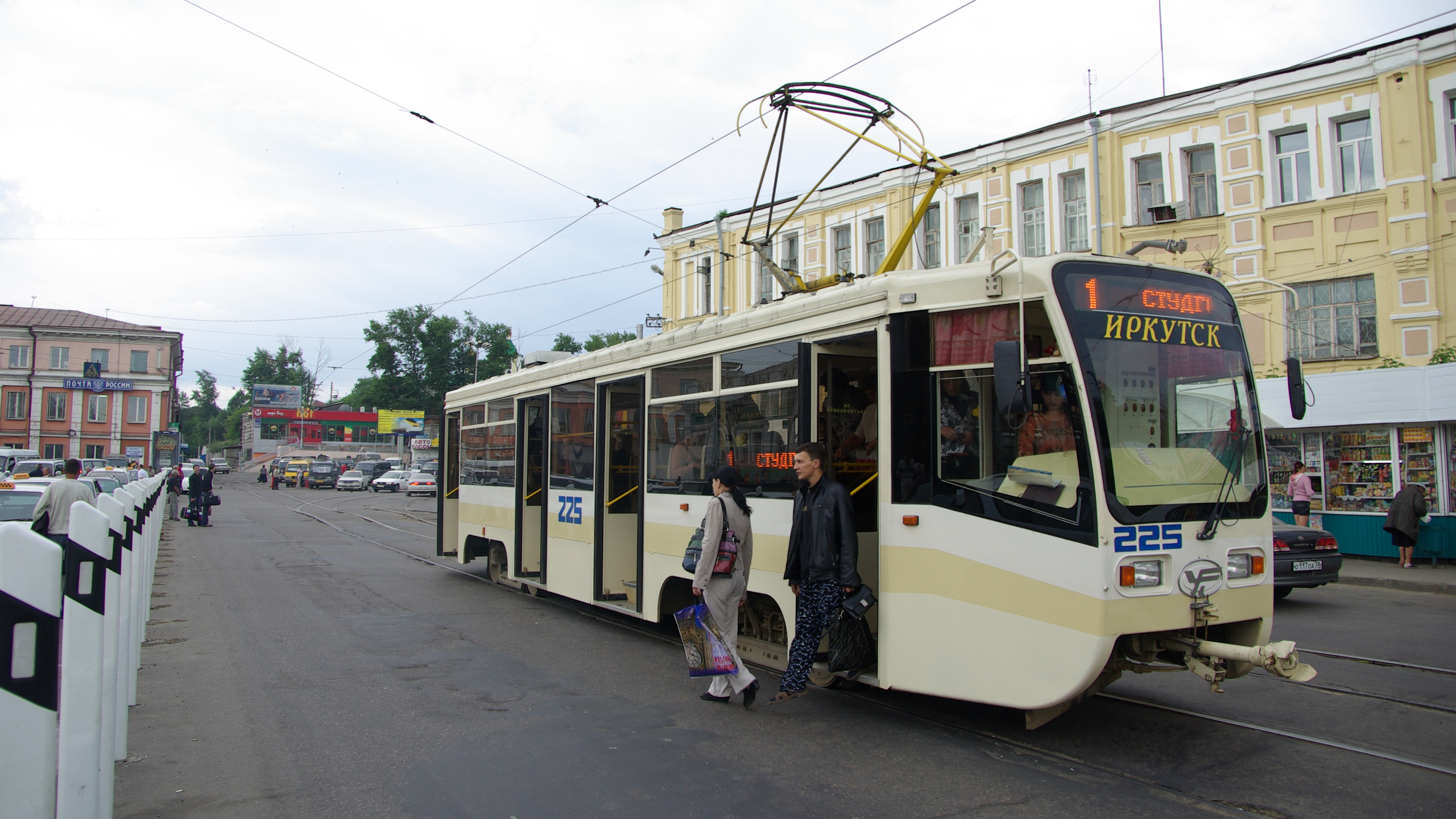
Spårvagn av typ KTM-19, 2009
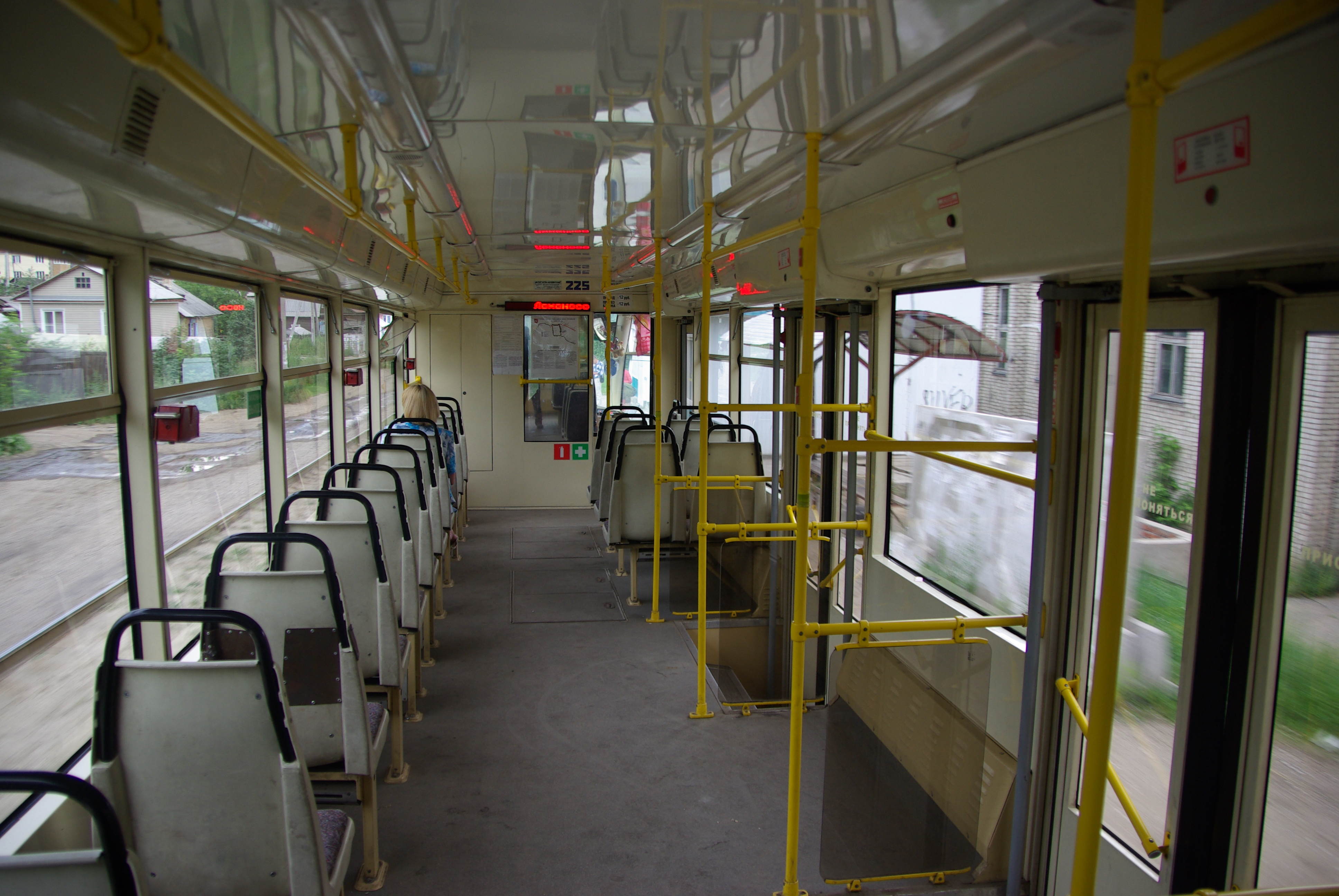
Interiör i KTM-19
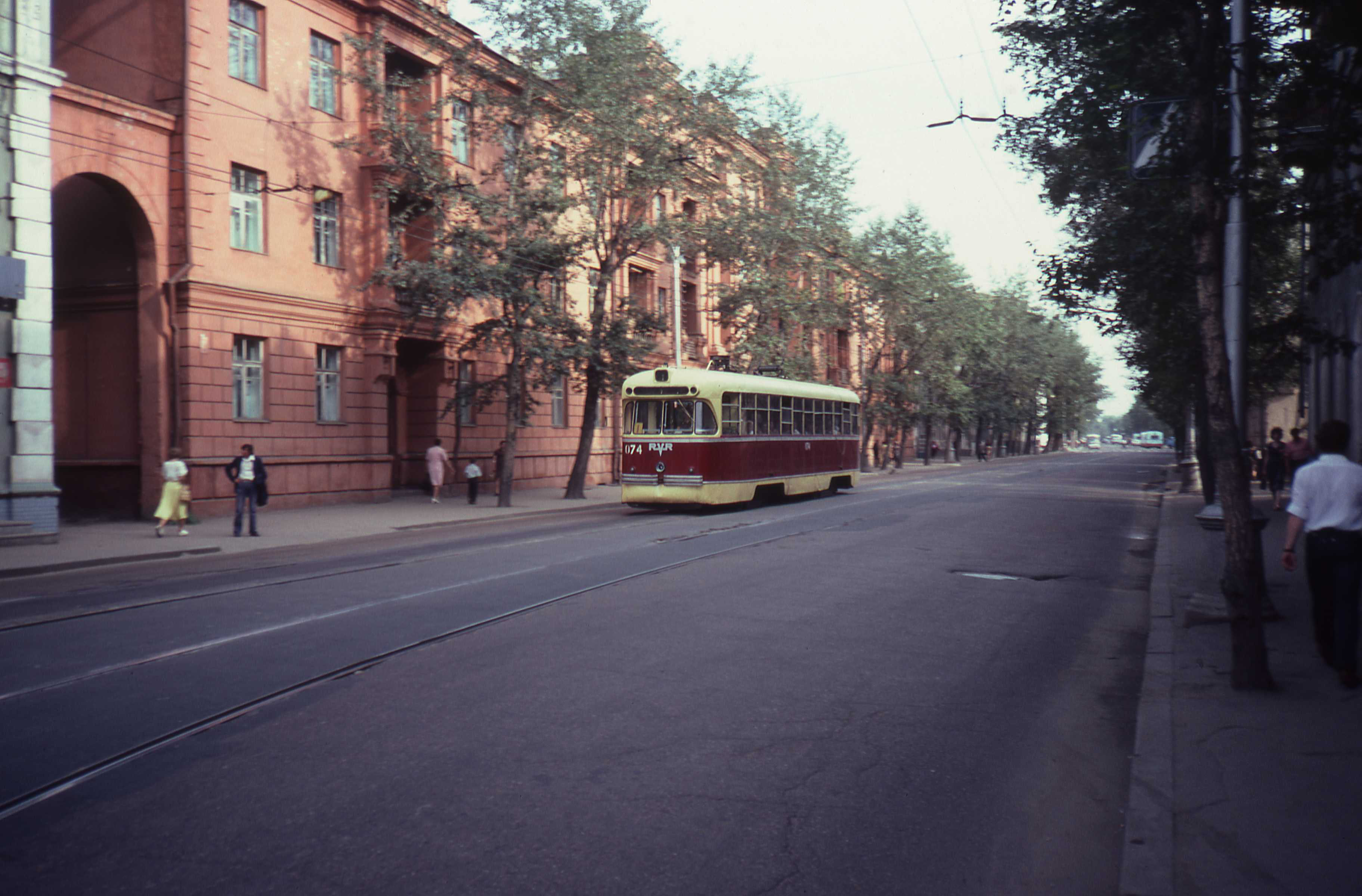
En äldre spårvagn av typ RVZ-6, 1982